# تورستن بوتز بورنشتاين
ولد بوتز بورنشتاين في ألمانيا عام 1964 ، ودرس الفلسفة في جامعة السوربون (رقم 1) في باريس من عام 1985 إلى عام 1990 ، وحصل على درجة الدكتوراه (دكتوراه الفلسفة) من جامعة أكسفورد عام 1993. وبصفته باحثًا ما بعد الدكتوراه مقيمًا في فنلندا، أجرى أبحاثًا مكثفة حول الشكلية والسيميائية الروسية في روسيا ودول البلطيق. في عام 2000 حصل على التأهيل من EHESS of Paris. كما أجرى أبحاثًا لعدة سنوات في اليابان، لا سيما عن مدرسة كيوتو، وعمل في مركز الإدراك بجامعة تشجيانغ (هانغتشو، الصين) كمستشار وباحث. من 2007 إلى 2009 كان أستاذًا مساعدًا للفلسفة في جامعة توسكيجي، وهي جامعة معروفة تاريخيًا باقتصارها على الأمريكيين من أصل أفريقي (HBCU) في ألاباما. وهو الآن أستاذ مشارك في الفلسفة في جامعة الخليج للعلوم والتكنولوجيا في الكويت.

## فلسفة
يحاول بوتز بورنشتاين في فلسفته إقامة روابط مفاهيمية بين الأسلوب واللعب والحلم. يقوم بذلك عن طريق استعارة عناصر من الفلسفات غير الغربية (الروسية واليابانية والصينية) والهندسة المعمارية وجماليات السينما.

## المنشورات
فلسفة الخطوط: من الفن الحديث إلى الفضاء السيبراني (2021)
الفلسفة الجزئية والكليّة: العضوية في علم الأحياء والفلسفة والسياسة (2020)
الجماليات الجديدة لنزع الثقافة deculturation : النيوليبرالية والأصولية والكيتش (بلومزبري، 2019)
الجماليات السياسية لداعش والمستقبلية الإيطالية (ليكسينغتون، 2018)
السينما العضوية: هندسة الأفلام، وأعمال بيلا تار (بيرجهان، 2017)
العمارة عبر الثقافات: حدود وفرص النزعة الإقليمية الحرجة (أشجيت، 2015)
الحجاب والعري والوشم: الجماليات الأنثوية الجديدة (ليكسينغتون، 2015)
الواقع الافتراضي: آخر قصة بشرية؟ (بريل، 2015)
الحجاب في الكويت: النوع، الموضة، الهوية (مع ن.عبد الله خان) (بالغريف، 2014)
La Chine contre l'Amérique. ثقافة بلا حضارة ضد حضارة بلا ثقافة؟ [الصين ضد أمريكا: ثقافة بلا حضارة ضد حضارة بلا ثقافة؟] (باريس: لهرماتان، 2012)

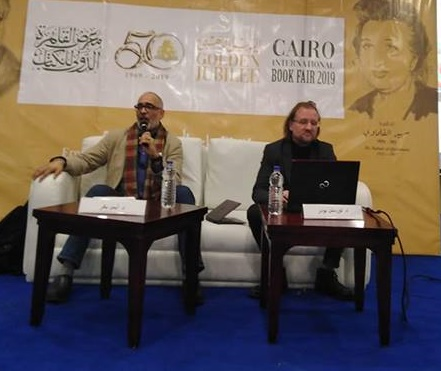
تورستن بوتز بورنشتاين مع أيمن بكر في معرض القاهرة للكتاب 2018

المكان والحلم: اليابان والافتراضية (رودوبي، 2004)
أفلام وأحلام: تاركوفسكي، سوكوروف، بيرجمان، كوبريك، وونغ كار واي (ليكسينغتون، 2007)
فاسيلي سيسمان: التجربة والشكلية ومسألة الوجود (رودوبي، 2006)
جماليات وسياسات الفضاء في روسيا واليابان (ليكسينغتون، 2009)
The Cool-Kawaii: الجماليات الأفرو يابانية وحداثة العالم الجديد (ليكسينغتون، 2010)
ظلام الغد الوحشي (نوفيلا، 2018)
الكويت 2059 (Novella، 2019)
أفلوطين والصورة المتحركة: الأفلاطونية الحديثة ودراسات الأفلام (مع جي ستاماتيلوس، بريل، 2017)
التأسيس والفلسفة: أفكار للموت من أجلها (شيكاغو: Open Court، Philosophy and Popular Culture Series، 2011)
إعادة إثنية العقول؟ اتجاهات الإحياء الثقافي في الفلسفة المعاصرة (رودوبي، 2006)
فلسفة الفياجرا: الاستجابات الأخلاقية الحيوية لفكرة العالم الحديث (رودوبي، 2011)
الثقافة والطبيعة والمذكرات: النظريات المعرفية الديناميكية (Cambridge Scholars Press ، 2008)
أزمة العلوم الإنسانية: الموضوعية الزائفة وتراجع الإبداع (Cambridge Scholars Press ، 2012)
حلقة الوصل
Personal Webpage